# Клавдий Постум Дардан
Клавдий Постум Дардан (лат. Claudius Posthumus Dardanus) — преторианский префект Галлии в 402 и 412—413 годах.
Происходил из богатой, но не знатной семьи. Владел крупными земельными участками в Систероне (провинция Нарбонская Галлия). Был христианином и способствовал распространению и упрочению христианства в Галлии. Известно, что на своих землях он вместе с женой Невией Галлой и братом Клавдием Лепидом основал христианскую общину под названием Теополис. Эта община, находившаяся в укрепленном месте, служила убежищем жителям провинции во время частых нашествий варваров. Также на собственные средства он построил дорогу через провансальские Альпы.
Сделал карьеру чиновника на имперской службе благодаря своим способностям, образованию и красноречию. Два раза занимал пост преторианского префекта Галлии в 402 и 412—413 годах. На этом посту сохранял верность императору Гонорию. Во время мятежа узурпатора Иовина также был на стороне императора. Убедил вождя готов Атаульфа, пытавшегося договориться с Иовином, вступить в переговоры с Гонорием. Заключив договор с Гонорием, Атаульф осадил Иовина и его брата Себастиана в Валенсии, взял их в плен и выдал Дардану. Дардан казнил Иовина и отослал его голову Гонорию в Равенну.
Дардан состоял в переписке с Блаженным Августином и Святым Иеронимом.
Письмо Святого Иеронима к Дардану датируется 414 годом. Иероним называет его «благороднейшим из христиан и христианейшим из благородных», а также отвечает на вопрос Дардана о «Земле обетованной».
Письмо Блаженного Августина датируется 417 годом. Августин также отвечает на вопрос Дардана о «Царстве Божьем».